# Vala de Corbie
Vala o Wala de vegades Walacho (vers 772 - Abadia de Bobbio, 31 d'agost del 836, fou un comte carolingi i després abat; membre de la família carolíngia, era fill del comte Bernat (fill de Carles Martell) amb la seva segona esposa, una dona saxona el nom de la qual no es coneix.
Hauria pres part a la revolta de Pipí el Geperut el 791 i es va haver d'exiliar però va recuperar el favor de Carlemany algun temps després i fou un dels consellers més escoltats després de la coronació imperial de l'any 800. Va participar com a general en diverses campanyes contra els saxons; el 812 va derrotar a una flota pirata musulmana; fou nomenat comte palatí de Saxònia en data desconeguda, i després, el 812 comte palatí a Itàlia, al costat del seu germà Adalard de Corbie, regent del regne d'Itàlia en nom de Bernat d'Italia, fill de Pipí d'Itàlia (el segon fill de Carlemany que havia mort el 810). Les relacions familiars s'observen en detall en el següent quadre:
|                              |                              |                              |                              |                              |                              | Rotruda | Rotruda | Rotruda  | Rotruda  | Rotruda  | Rotruda  |          |          |                              |                              |                              |                              |                              |                              |       |       | Carles Martell | Carles Martell | Carles Martell | Carles Martell | Carles Martell | Carles Martell |                        |                        |                        |                        |                        |                        |              |              |              |              |              |              |          |          | Chrotais | Chrotais | Chrotais | Chrotais | Chrotais | Chrotais |  |  |              |              |              |              |              |              |  |  |                               |                               |                               |                               |                               |                               |  |  |  |  |  |  |  |  |  |  |  |  |  |  |
|                              |                              |                              |                              |                              |                              | Rotruda | Rotruda | Rotruda  | Rotruda  | Rotruda  | Rotruda  |          |          |                              |                              |                              |                              |                              |                              |       |       | Carles Martell | Carles Martell | Carles Martell | Carles Martell | Carles Martell | Carles Martell |                        |                        |                        |                        |                        |                        |              |              |              |              |              |              |          |          | Chrotais | Chrotais | Chrotais | Chrotais | Chrotais | Chrotais |  |  |              |              |              |              |              |              |  |  |                               |                               |                               |                               |                               |                               |  |  |  |  |  |  |  |  |  |  |  |  |  |  |
|                              |                              |                              |                              |                              |                              |         |         |          |          |          |          |          |          |                              |                              |                              |                              |                              |                              |       |       |                |                |                |                |                |                |                        |                        |                        |                        |                        |                        |              |              |              |              |              |              |          |          |          |          |          |          |          |          |  |  |              |              |              |              |              |              |  |  |                               |                               |                               |                               |                               |                               |  |  |  |  |  |  |  |  |  |  |  |  |  |  |
|                              |                              |                              |                              |                              |                              |         |         |          |          |          |          |          |          | Pipí el Breu rei dels Francs | Pipí el Breu rei dels Francs | Pipí el Breu rei dels Francs | Pipí el Breu rei dels Francs | Pipí el Breu rei dels Francs | Pipí el Breu rei dels Francs |       |       | NN1 (franca)   | NN1 (franca)   | NN1 (franca)   | NN1 (franca)   | NN1 (franca)   | NN1 (franca)   |                        |                        |                        |                        |                        |                        | Bernat comte | Bernat comte | Bernat comte | Bernat comte | Bernat comte | Bernat comte |          |          |          |          |          |          |          |          |  |  | NN2 (saxona) | NN2 (saxona) | NN2 (saxona) | NN2 (saxona) | NN2 (saxona) | NN2 (saxona) |  |  |                               |                               |                               |                               |                               |                               |  |  |  |  |  |  |  |  |  |  |  |  |  |  |
|                              |                              |                              |                              |                              |                              |         |         |          |          |          |          |          |          | Pipí el Breu rei dels Francs | Pipí el Breu rei dels Francs | Pipí el Breu rei dels Francs | Pipí el Breu rei dels Francs | Pipí el Breu rei dels Francs | Pipí el Breu rei dels Francs |       |       | NN1 (franca)   | NN1 (franca)   | NN1 (franca)   | NN1 (franca)   | NN1 (franca)   | NN1 (franca)   |                        |                        |                        |                        |                        |                        | Bernat comte | Bernat comte | Bernat comte | Bernat comte | Bernat comte | Bernat comte |          |          |          |          |          |          |          |          |  |  | NN2 (saxona) | NN2 (saxona) | NN2 (saxona) | NN2 (saxona) | NN2 (saxona) | NN2 (saxona) |  |  |                               |                               |                               |                               |                               |                               |  |  |  |  |  |  |  |  |  |  |  |  |  |  |
|                              |                              |                              |                              |                              |                              |         |         |          |          |          |          |          |          |                              |                              |                              |                              |                              |                              |       |       |                |                |                |                |                |                |                        |                        |                        |                        |                        |                        |              |              |              |              |              |              |          |          |          |          |          |          |          |          |  |  |              |              |              |              |              |              |  |  |                               |                               |                               |                               |                               |                               |  |  |  |  |  |  |  |  |  |  |  |  |  |  |
|                              |                              |                              |                              |                              |                              |         |         |          |          |          |          |          |          | Carlemany emperador          | Carlemany emperador          | Carlemany emperador          | Carlemany emperador          | Carlemany emperador          | Carlemany emperador          |       |       |                |                |                |                |                |                | Adalard abat de Corbie | Adalard abat de Corbie | Adalard abat de Corbie | Adalard abat de Corbie | Adalard abat de Corbie | Adalard abat de Corbie |              |              |              |              |              |              |          |          |          |          |          |          |          |          |  |  |              |              |              |              |              |              |  |  |                               |                               |                               |                               |                               |                               |  |  |  |  |  |  |  |  |  |  |  |  |  |  |
|                              |                              |                              |                              |                              |                              |         |         |          |          |          |          |          |          | Carlemany emperador          | Carlemany emperador          | Carlemany emperador          | Carlemany emperador          | Carlemany emperador          | Carlemany emperador          |       |       |                |                |                |                |                |                | Adalard abat de Corbie | Adalard abat de Corbie | Adalard abat de Corbie | Adalard abat de Corbie | Adalard abat de Corbie | Adalard abat de Corbie |              |              |              |              |              |              |          |          |          |          |          |          |          |          |  |  |              |              |              |              |              |              |  |  |                               |                               |                               |                               |                               |                               |  |  |  |  |  |  |  |  |  |  |  |  |  |  |
|                              |                              |                              |                              |                              |                              |         |         |          |          |          |          |          |          |                              |                              |                              |                              |                              |                              |       |       |                |                |                |                |                |                |                        |                        |                        |                        |                        |                        |              |              |              |              |              |              |          |          |          |          |          |          |          |          |  |  |              |              |              |              |              |              |  |  |                               |                               |                               |                               |                               |                               |  |  |  |  |  |  |  |  |  |  |  |  |  |  |
|                              |                              |                              |                              |                              |                              |         |         |          |          |          |          |          |          | Pipí d'Itàlia                | Pipí d'Itàlia                | Pipí d'Itàlia                | Pipí d'Itàlia                | Pipí d'Itàlia                | Pipí d'Itàlia                |       |       |                |                |                |                | Chrotais       | Chrotais       | Chrotais               | Chrotais               | Chrotais               | Chrotais               |                        |                        | Vala o Wala  | Vala o Wala  | Vala o Wala  | Vala o Wala  | Vala o Wala  | Vala o Wala  |          |          | Gundrada | Gundrada | Gundrada | Gundrada | Gundrada | Gundrada |  |  | Bernat monjo | Bernat monjo | Bernat monjo | Bernat monjo | Bernat monjo | Bernat monjo |  |  | Teodrada abadessa de Soissons | Teodrada abadessa de Soissons | Teodrada abadessa de Soissons | Teodrada abadessa de Soissons | Teodrada abadessa de Soissons | Teodrada abadessa de Soissons |  |  |  |  |  |  |  |  |  |  |  |  |  |  |
|                              |                              |                              |                              |                              |                              |         |         |          |          |          |          |          |          | Pipí d'Itàlia                | Pipí d'Itàlia                | Pipí d'Itàlia                | Pipí d'Itàlia                | Pipí d'Itàlia                | Pipí d'Itàlia                |       |       |                |                |                |                | Chrotais       | Chrotais       | Chrotais               | Chrotais               | Chrotais               | Chrotais               |                        |                        | Vala o Wala  | Vala o Wala  | Vala o Wala  | Vala o Wala  | Vala o Wala  | Vala o Wala  |          |          | Gundrada | Gundrada | Gundrada | Gundrada | Gundrada | Gundrada |  |  | Bernat monjo | Bernat monjo | Bernat monjo | Bernat monjo | Bernat monjo | Bernat monjo |  |  | Teodrada abadessa de Soissons | Teodrada abadessa de Soissons | Teodrada abadessa de Soissons | Teodrada abadessa de Soissons | Teodrada abadessa de Soissons | Teodrada abadessa de Soissons |  |  |  |  |  |  |  |  |  |  |  |  |  |  |
|                              |                              |                              |                              |                              |                              |         |         |          |          |          |          |          |          |                              |                              |                              |                              |                              |                              |       |       |                |                |                |                |                |                |                        |                        |                        |                        |                        |                        |              |              |              |              |              |              |          |          |          |          |          |          |          |          |  |  |              |              |              |              |              |              |  |  |                               |                               |                               |                               |                               |                               |  |  |  |  |  |  |  |  |  |  |  |  |  |  |
|                              |                              |                              |                              |                              |                              |         |         |          |          |          |          |          |          |                              |                              |                              |                              |                              |                              |       |       |                |                |                |                |                |                |                        |                        |                        |                        |                        |                        |              |              |              |              |              |              |          |          |          |          |          |          |          |          |  |  |              |              |              |              |              |              |  |  |                               |                               |                               |                               |                               |                               |  |  |  |  |  |  |  |  |  |  |  |  |  |  |
| Bernat d'Itàlia rei d'Itàlia | Bernat d'Itàlia rei d'Itàlia | Bernat d'Itàlia rei d'Itàlia | Bernat d'Itàlia rei d'Itàlia | Bernat d'Itàlia rei d'Itàlia | Bernat d'Itàlia rei d'Itàlia |         |         | Adelaida | Adelaida | Adelaida | Adelaida | Adelaida | Adelaida |                              |                              | Adula                        | Adula                        | Adula                        | Adula                        | Adula | Adula |                |                | Gundrada       | Gundrada       | Gundrada       | Gundrada       | Gundrada               | Gundrada               |                        |                        | Berta                  | Berta                  | Berta        | Berta        | Berta        | Berta        |              |              | Teodrada | Teodrada | Teodrada | Teodrada | Teodrada | Teodrada |          |          |  |  |              |              |              |              |              |              |  |  |                               |                               |                               |                               |                               |                               |  |  |  |  |  |  |  |  |  |  |  |  |  |  |

El 814, segurament al morir la seva esposa o forçat a fer-ho per Lluís el Pietós després de la mort de Carlemany, es va fer monjo. Lluís el va enviar desterrat, junt amb el seu germà Adalard de Corbie, a un monestir fundat per sant Filibert a l'illa de Noirmoutier. El 821, a la mort de Benet d'Aniana, va recuperar el favor de l'emperador i va esdevenir el principal conseller de l'hereu Lotari I; es va formar un partit a la cort organitzat entorn de l'emperadriu Judit de Baviera (que a partir del 823 va defensar els drets del seu fill Carles, el futur Carles el Calb), i Vala, defensor dels drets de Lotari, va dirigir el partit oposat. El 822, amb el seu germà Adalard, va fundar l'abadia de Corbie, llatí Corbeia) no lluny de Höxter a la vora del Weser.
A començaments del 826 va morir el seu germà Adalard abad i comte de Corbie i Vala, de 61 anys, el va substituir. Encara que a l'oposició de l'emperadriu va conservar suficient influència amb Lluís el Pietós; el 829 l'emperador va incloure a Carles el Calb en el repartiment de l'imperi i Vala fou un dels caps de la revolució del 830.
Llavors va caure en desgràcia (830) i no va recuperar la seva influència fin que l'emperador fou deposat el 833 però el 834 Lluís va retornar al tron i el 835 es va haver d'exiliar amb Lotari a Itàlia on va exercir com abat de Bobbio, i on va morir al cap de poc (31 d'agost del 836).

## Matrimoni i fills
Es va casar amb la seva cosina, probablement Roslinda, filla de Guillem I de Tolosa (net de Carles Martell). Pascasi Radbert, el seu biograf i confident (abat de Corbie mort el 851), diu que es va casar amb la germana d'un tirà de la frontera d'Hispània, fill d'un duc de la més alta noblesa que tenia un germà que havia estat cegat. Aquestes circumstàncies es donen en Bernat de Septimània, germà del comte Heribert (cegat el 830) i fill del duc i comte de Tolosa Guillem de Gel·lona (Guillem I de Tolosa) i de les quatre i cinc germanes (o germanastres) de Bernat, Gualdrada fou comtessa consort de Wormgau esposa del comte Robert, Gerberga o Herberga era monja, Romil·la fou esposa de Berà, i Helimburgis o bé havia mort abans del 804 o era la mateix que Roslinda; així que aquesta, per exclusió, seria la seva esposa. Del matrimoni va néixer Bertruda, esmentada a la necrològica de Saint-Germain-des-Prés al costat de Khrotlinda.